# チェコ鉄道470系電車
チェコ鉄道470系電車は、かつてチェコ鉄道が使用していた都市近郊交通用試作編成であった。編成は、一部低床の470形動力車2両、一階建ての070形付随車3両で構成されていた。
470系は、既に一階建て車両として実績のある560系と同等では無かったので、460系から長い期間を置いて開発された。新列車の開発は必要性が高く、国の技術開発プロジェクトにも位置付けられていた。二階建て470系電車2両が1991年ストゥデーンカ車両により製造された。
先頭の動力車の車体は、重量の理由で一階建てとなった。2つの乗降エリアの間は乗客用の広いエリア(64席)であった。070形付随車も乗降口が2つあり、乗降口間はシャーシ上の小部屋2つと乗客用の大部屋2つであった。トイレは全て乗降口にあった。
先頭の動力車は、出力が1,104kWで運用時の重量が62 tであった。5両編成は長さが約130メートルで満員時の重量が317 tであった。定員は座席602人、立ち席784人であった。列車の最高速度は120 km/hであった。

## 列車の運用

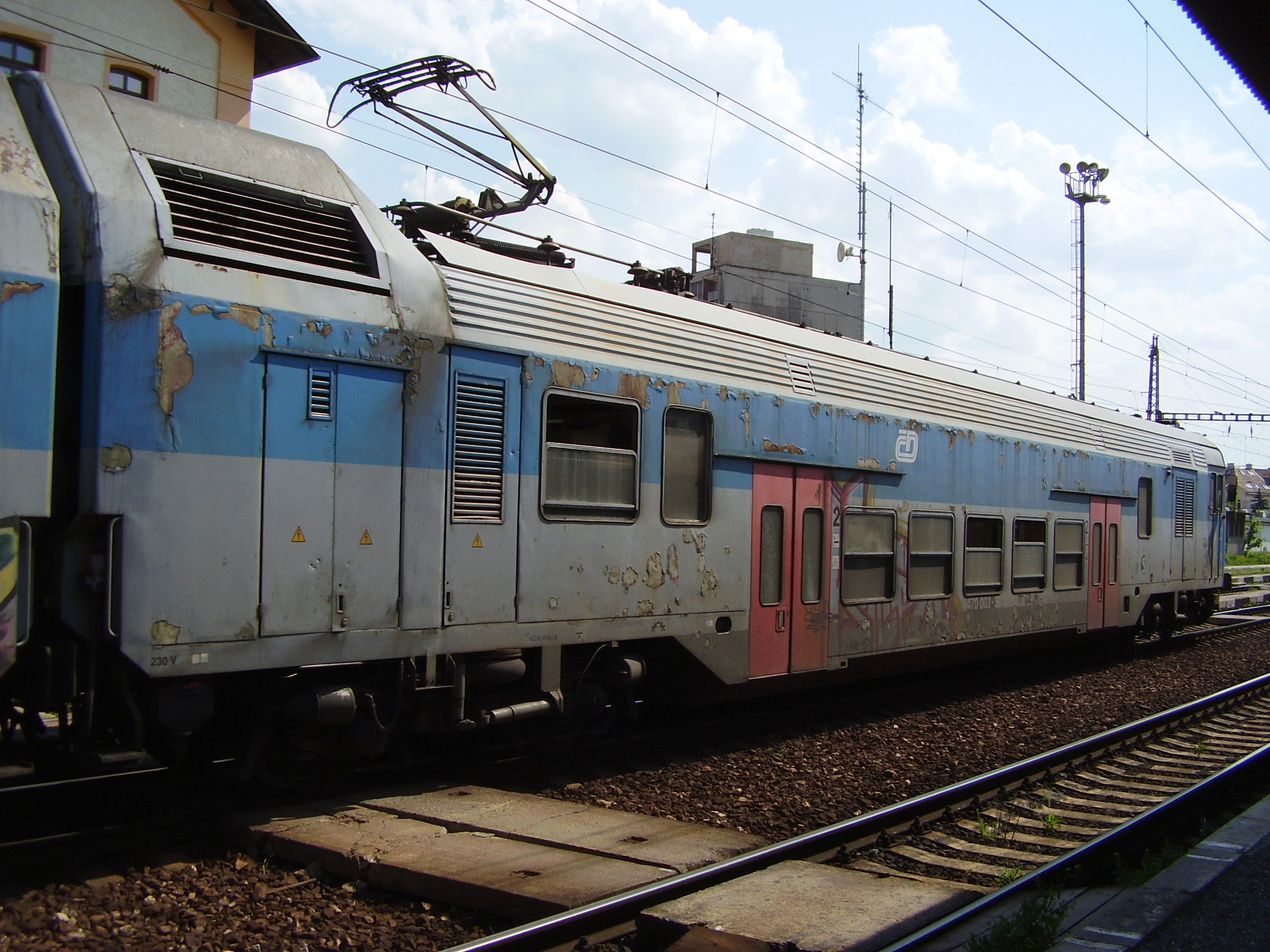
プラハ・ラドチーン駅での列車

この列車のシリーズ製造は結局行われなかった。試作車は1991年に試験運行についた。緑色の470.001-002編成は1992年秋にチェコスロバキア国鉄に、青色の470.003-004編成は1993年2月にチェコ鉄道に納入された。両編成はプラハ - コリーン - パルドゥビツェの路線の運用に配備された。近代化された区間では、電車運用をぎりぎり解決できる様な悪路が明らかになり始めた。低めの出力や付随車の不十分な定格のディスクブレーキも、高い出力の要らないプラハ - ベロウン間での運用決定に寄与した。暗い緑色に黄色い帯の塗装の470.001-002編成は、2003年2月7日にフル編成で最後の運行につき、2007年11月1日にチェスカー・トルジェボヴァーの列車車庫で廃車された。470.003-004編成は、2009年9月29日に最後の旅客運行を行った。2009年9月16日に、南ヤードの201号線から最終的に自力で回送し、3日後チェスカー・トルジェボヴァーの車庫に到着し、ここで2編成が会計償却を待った。2014年末、両編成とも清算会社「ACプラス・オストラヴァ・ヘルジマニツェ」に売却・移譲された。2015年4月29日に、470.001,470.002,470.003車両が廃車され、470.004車両は2015年5月7日に解体された。全列車保存の努力は確かにあり、結局運転席2つと自動列車制御器など一部の電気制御部品が残された。

## 事故

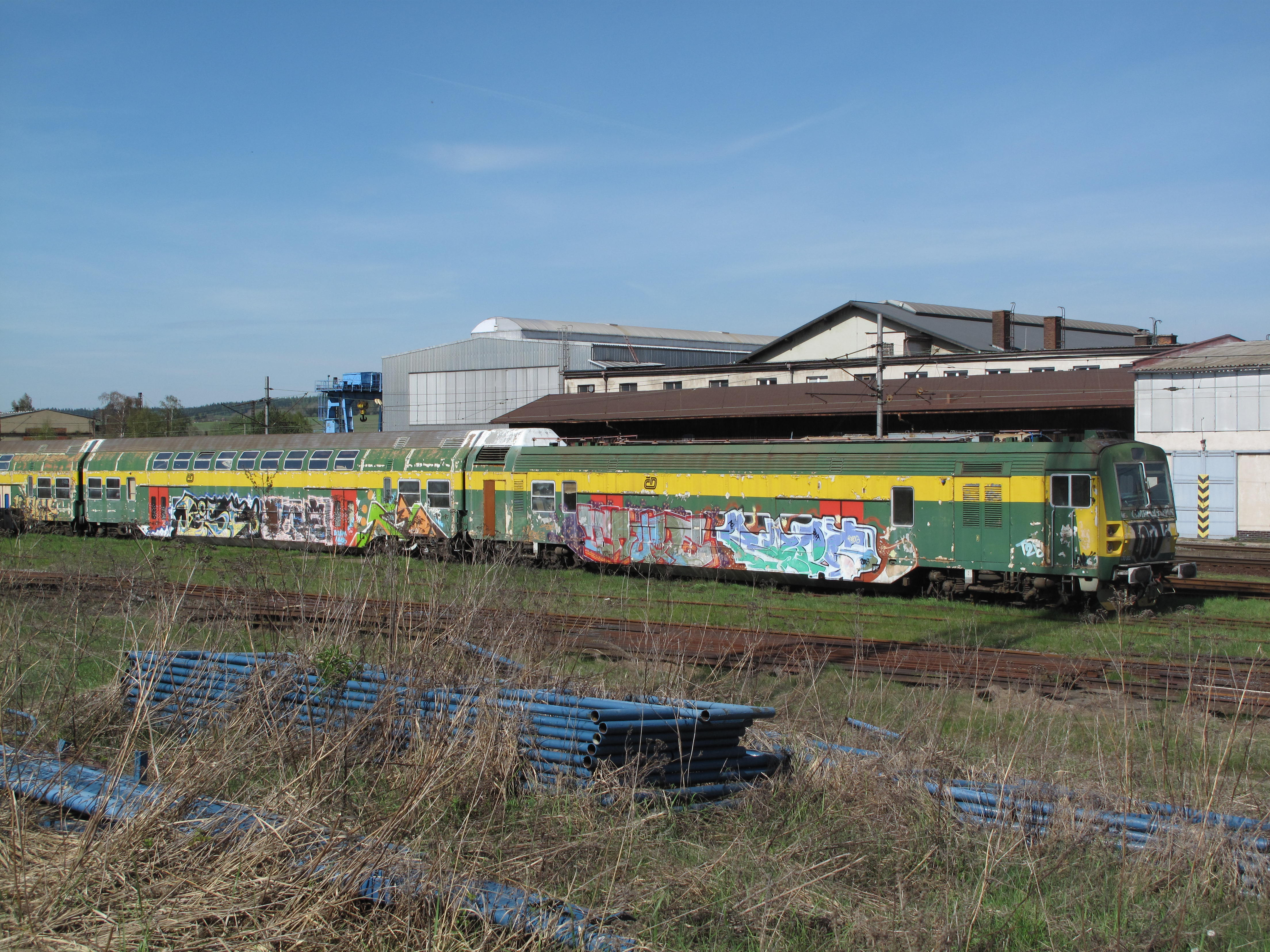
チェスカー・トルジェボヴァーにて廃車された緑色の470系電車

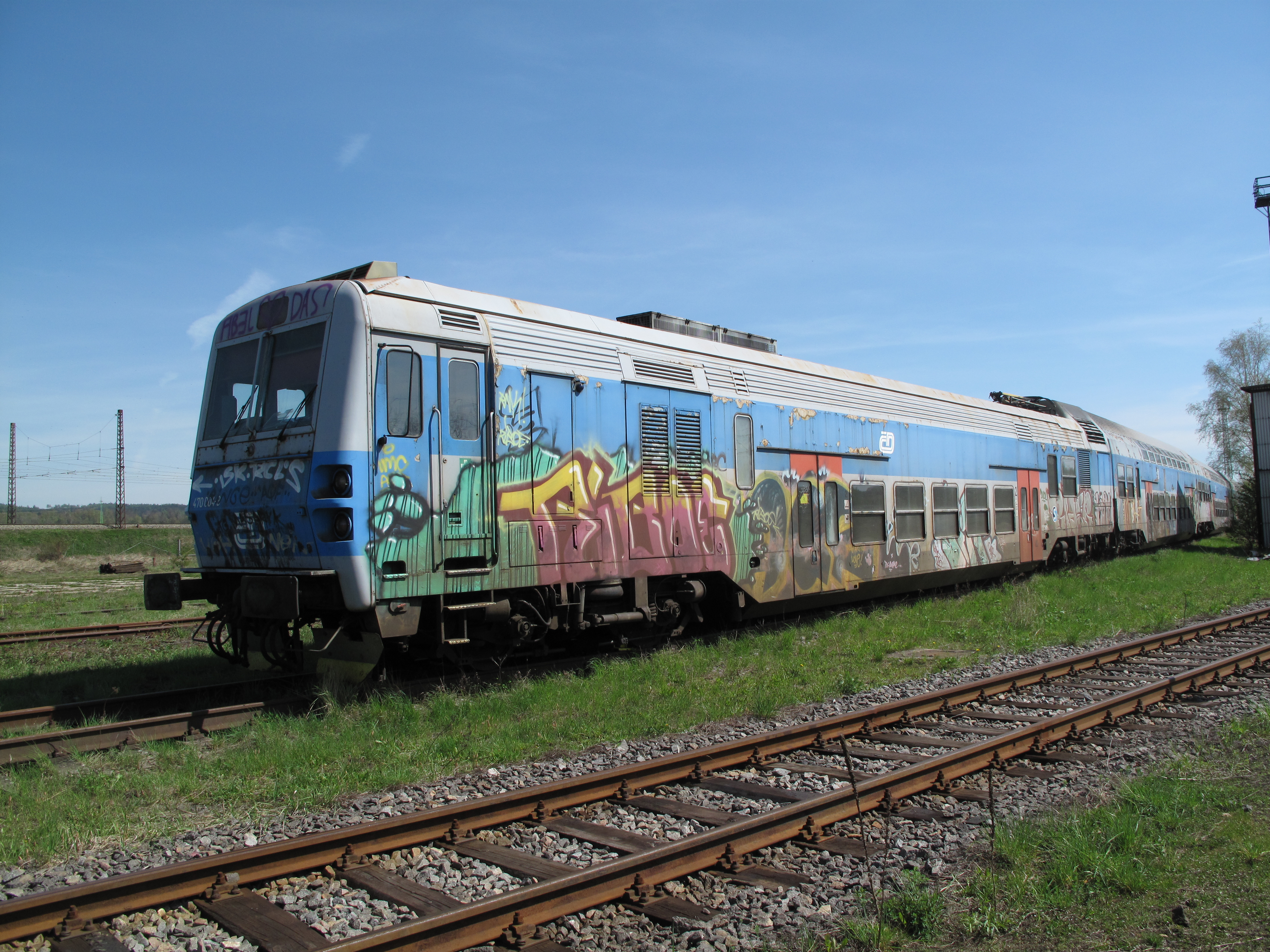
チェスカー・トルジェボヴァーにて廃車された青色の470系電車

列車は運行中に軽い事故を起こしたことがある。最も大きい事故は、2001年10月23日プラハ・マサリク駅の車止めでの列車停止で、470.002電車が損傷した。続いて、470.001電車が、2002年7月26日にプルジェロウチで、ヒーターが理由で出火したことがあった。車庫や路線で列車が脱線したこともある。全て、空気バネ機能無しの輸送・回送で起こったものであった。車庫では大抵曲線で脱線し、電車側については、上り曲線にあるプラハ・ヴルショヴィツェ駅で、ヴィノフラド・トンネルの前で、一次バネの機能の無い車輪の複雑な制御のために脱線したケースが知られている。

## 内装

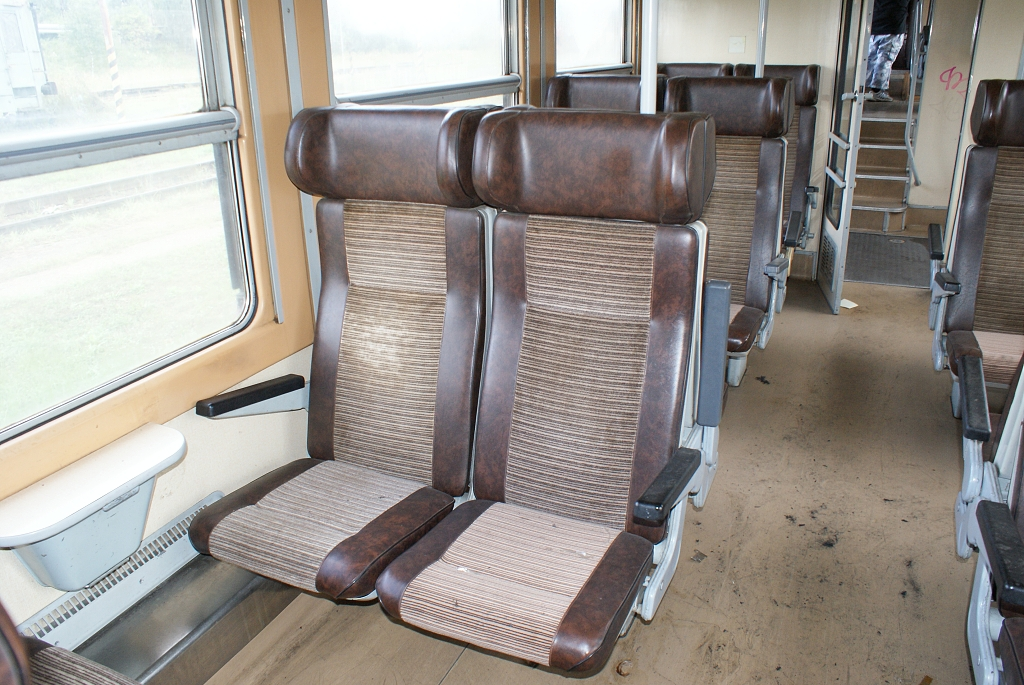
470 003電車の座席

座席は2+2配列である。カバーはプラスチック素材の繊維の組合せで通気性が良い。保守の理由で、座席と背もたれの布張り部分を、キャリアの骨格から簡単に外せる作りとなっている。最初の編成の座席は054形でも一部使用しているものであった。